# Pentaria multipilis
Pentaria multipilis là một loài bọ cánh cứng trong họ Scraptiidae. Loài này được Ray miêu tả khoa học năm 1939.